# Bandiera dell'Oblast' di Arcangelo
La bandiera dell'Oblast' di Arcangelo, un soggetto federale della Russia, è stata adottata il 23 settembre 2009. Consiste in una decusse azzurra su un campo bianco, caricata con lo stemma dell'Oblast' di Arkhangelsk. Lo stemma della città mostra l'Arcangelo Michele nell'atto di sconfiggere il Diavolo. La leggenda narra che questa vittoria avvenne vicino al luogo in cui sorge la città, da cui il suo nome, e che Michele sta ancora vegliando sulla città per impedire il ritorno del Diavolo.

## Descrizione
La bandiera è rettangolare, di proporzioni 2:3.